# Aleksandr Sidelnikov
Aleksandr Nikolajevitsj Sidelnikov (Russisch: Александр Николаевич Сидельников) (Solnetsjnogorsk, 12 augustus 1950 - Cholmogory, 23 juni 2003) was een Sovjet-Russisch ijshockeydoelman. 
Sidelnikov won tijdens de Olympische Winterspelen 1976 de gouden medaille.
In totaal werd Sidelnikov tweemaal wereldkampioen.
Sidelnikov speelde gedurende zijn gehele carrière voor HC Krylja Sovetov Moskou.